# Cor van der Hart

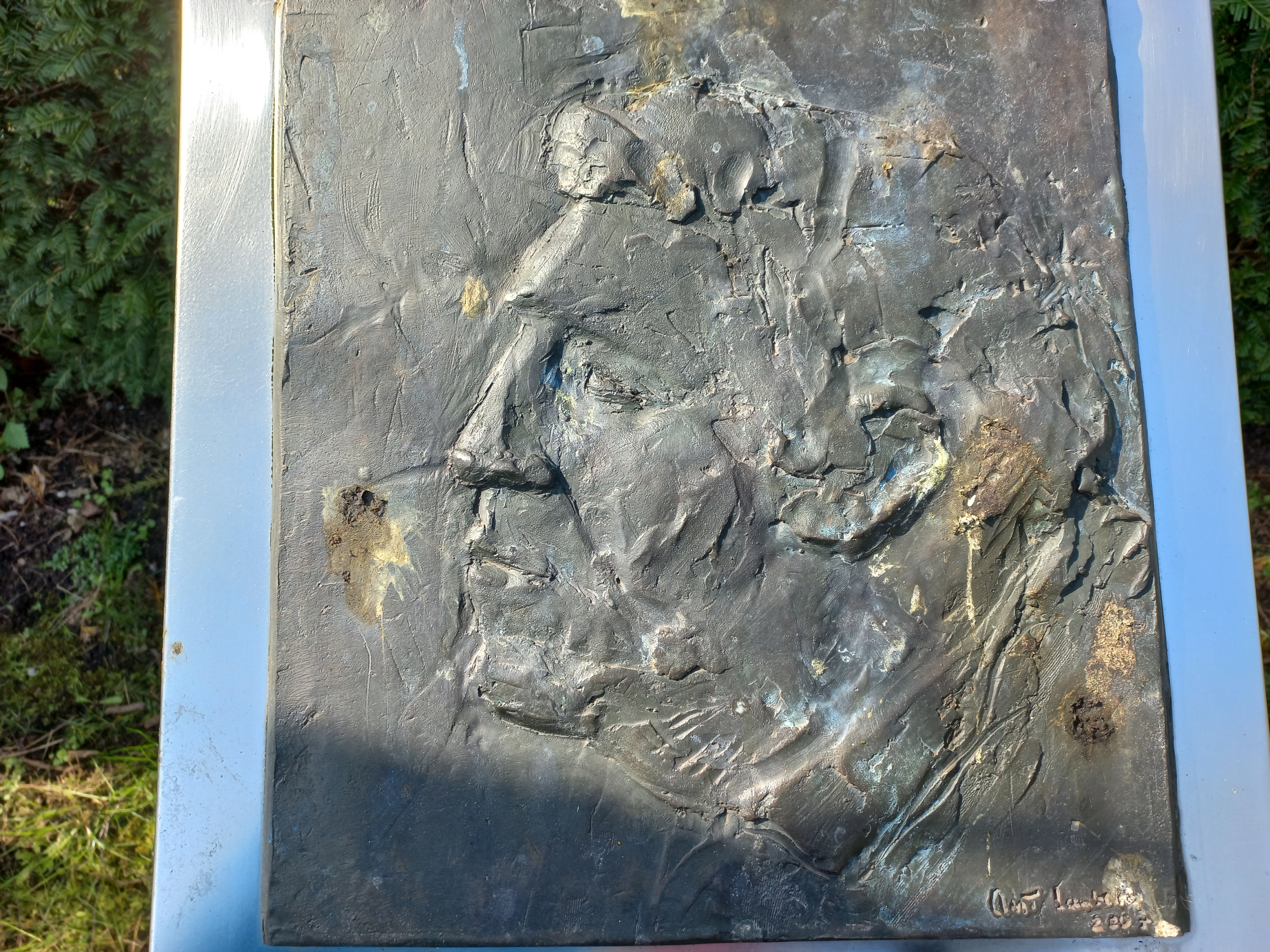
Cor van de Hart volgens Aart Lamberts (april 2022)

Cornelis ("Cor") van der Hart (Amsterdam, 25 januari 1928 – aldaar, 12 december 2006) was een Nederlands voetballer. Hij beleefde de grootste successen in zijn actieve loopbaan als 'stopperspil', aanvankelijk bij Ajax en later bij Lille OSC in Frankrijk en Fortuna '54. Vanaf 1966 was hij werkzaam als coach in het betaald voetbal.

## Loopbaan
Van der Hart startte bij Fokke (latere Overamstel) in Amsterdam. Hij nam deel aan een open dag bij Ajax waar hij met Rinus Michels uit 300 jonge voetballers werd gekozen. In 1947 debuteerde hij in het eerste van Ajax, Hetzelfde seizoen werd hij met de club landskampioen. In 1950 vertrok hij naar Frankrijk om bij Lille OSC prof te worden. Na de invoering van het profvoetbal in Nederland keerde hij terug en trad in dienst van Fortuna '54, de eerste Nederlandse profclub.
Van der Hart debuteerde in Oranje in 1955 tegen Denemarken. In totaal speelde hij 44 interlandwedstrijden, waarin hij tweemaal scoorde. In 23 wedstrijden was hij aanvoerder. Bekende wedstrijden waar Van der Hart in uitkwam waren de Watersnoodwedstrijd in 1953 tegen Frankrijk en de uitzege op wereldkampioen West-Duitsland in 1956. Zijn laatste interland speelde hij in 1961.
Na zijn actieve loopbaan werd hij trainer, onder meer bij Holland Sport, Standard Luik, AZ '67, de Fort Lauderdale Strikers en Telstar. In het seizoen 1971/72 promoveerde Van der Hart met AZ naar de eredivisie. In 1973 en 1974 was hij assistent van het Nederlands voetbalelftal, onder de achtereenvolgende hoofdtrainers František Fadrhonc en Rinus Michels. Met Michels en Fadrhonc was hij actief tijdens het WK 1974 tot hij na een incident kort voor de finale naar huis gestuurd werd. De officiële reden die de KNVB opgaf was dat zijn contract per 30 juni afliep en hij niet meer nodig was voor het maken van rapporten over komende tegenstanders. Van der Hart had op dat moment al een contract voor het daaropvolgende seizoen bij Standard Luik. 
In het seizoen 1977/78 finishte hij met AZ'67 als derde in de competitie en won hij de KNVB beker door in de finale met 1-0 van Ajax uit in Amsterdam te winnen. In het seizoen 1980/81 bereikte Van der Hart met MVV de 8e plaats in de eredivisie, een positie boven in de middenmoot. Tussen begin 1982 en half 1983 coachte Van der Hart anderhalf jaar FC Den Haag. In februari 1982 volgde hij de ontslagen trainer Martin van Vianen op, die zich met FC Den Haag tussen de 16e en 18e plaats in de degradatiezone bevond. Onder Van der Hart liep het wel wat beter, maar degradatie was onafwendbaar, FC Den Haag werd 17e. Vervolgens voerde van der Hart een zeer rigoureuze verjonging door, de selectie van FC Den Haag was gemiddeld 20,0 jaar geworden. FC Den Haag werd 6e in de eerste divisie in 1982/83. Met FC Volendam handhaafde Van der Hart zich in 1983/84 in de eredivisie, door als 15e te eindigen.
Vanaf seizoen 1984/1985 was hij enkele jaren assistent-trainer bij Ajax. Na het ontslag van Aad de Mos op 6 mei 1985 coachte hij Ajax met de twee andere assistent-trainers Spitz Kohn en Tonny Bruins Slot naar het landskampioenschap 1984/85.

## Carrièrestatistieken
| Seizoen         | Club            | Land            | Competitie        | Competitie | Competitie | Beker | Beker | Internationaal | Internationaal | Overig | Overig | Totaal | Totaal |
| Seizoen         | Club            | Land            | Competitie        | Wed.       | Dlp.       | Wed.  | Dlp.  | Wed.           | Dlp.           | Wed.   | Dlp.   | Wed.   | Dlp.   |
| --------------- | --------------- | --------------- | ----------------- | ---------- | ---------- | ----- | ----- | -------------- | -------------- | ------ | ------ | ------ | ------ |
| 1954/55         | Fortuna '54     | Nederland       | NBVB (Afgebroken) | –          | 0          | –     | –     | –              | –              | 0      | 0      | –      | 0      |
| 1954/55         | Fortuna '54     | Nederland       | Eerste klasse D   | –          | 0          | –     | –     | –              | –              | 0      | 0      | –      | 0      |
| 1955/56         | Fortuna '54     | Nederland       | Hoofdklasse A     | –          | 1          | –     | –     | –              | –              | 0      | 0      | –      | 1      |
| 1956/57         | Fortuna '54     | Nederland       | Eredivisie        | –          | –          | –     | 0     | –              | –              | 0      | 0      | –      | –      |
| 1957/58         | Fortuna '54     | Nederland       | Eredivisie        | –          | –          | –     | 0     | –              | –              | 0      | 0      | –      | –      |
| 1958/59         | Fortuna '54     | Nederland       | Eredivisie        | –          | –          | –     | 1     | –              | –              | 0      | 0      | –      | –      |
| 1959/60         | Fortuna '54     | Nederland       | Eredivisie        | –          | –          | –     | –     | –              | –              | 0      | 0      | –      | –      |
| 1960/61         | Fortuna '54     | Nederland       | Eredivisie        | –          | –          | –     | 0     | –              | –              | 0      | 0      | –      | –      |
| 1961/62         | Fortuna '54     | Nederland       | Eredivisie        | –          | –          | –     | 0     | –              | –              | 0      | 0      | –      | –      |
| 1962/63         | Fortuna '54     | Nederland       | Eredivisie        | –          | –          | –     | 0     | –              | –              | 0      | 0      | –      | –      |
| 1963/64         | Fortuna '54     | Nederland       | Eredivisie        | –          | –          | –     | 0     | –              | –              | 0      | 0      | –      | –      |
| 1964/65         | Fortuna '54     | Nederland       | Eredivisie        | –          | –          | –     | 0     | 2              | 0              | 0      | 0      | –      | –      |
| 1965/66         | Fortuna '54     | Nederland       | Eredivisie        | –          | –          | –     | 0     | –              | –              | 0      | 0      | –      | –      |
| Carrière totaal | Carrière totaal | Carrière totaal | Carrière totaal   | –          | –          | –     | 1     | 2              | 0              | 0      | 0      | –      | –      |

## Erelijst

### Als speler
Fortuna '54
- KNVB beker: 1956/57, 1963/64

### Als trainer
Standard Luik
- Intertoto Cup: 1974 (groepswinnaar)

 AZ '67
- KNVB beker: 1977/78

 Ajax
- Eredivisie: 1984/85

## Privéleven
Van der Hart heeft twee zonen en een dochter. Zijn kleinzoon Mickey van der Hart is doelman in het betaald voetbal.

## Monument
Cor van de Hart werd gecremeerd op De Nieuwe Ooster. Op 16 oktober 2007 volgde op verzoek van de familie een monument (urnenzuil) ter nagedachtenis van de voetbaltrainer. Het monumentje is voorzien van een bronzen portret in reliëf gemaakt door de kunstenaar Aart Lamberts, die overigens op dezelfde begraafplaats begraven is.